# Arctostaphylos hooveri
Arctostaphylos hooveri es una especie de planta fanerógama que es endémica de  Montañas de Santa Lucia en el Condado de Monterrey, California. Crece en los bosques y en el matorral de chaparral a una altitud de 900-1200 metros.

## Descripción
Arctostaphylos hooveri es un arbusto o árbol que alcanza un tamaño de hasta 8 m de altura. Las hojas tienen forma de huevo, de color blanquecino con cera, de hasta 6 cm de largo. Las flores son blancas, cónicas con forma de urna, que se encuentran en panículas. Las frutas son esféricas o casi, a unos 8 mm de diámetro.

## Taxonomía
Arctostaphylos hooveri fue descrito por Philipp Vincent Wells y publicado en Leaflets of Western Botany 9(9–10): 152–153. 1961.
Etimología
Arctostaphylos: nombre genérico que deriva de las palabras griegas arktos =  "oso", y staphule = "racimo de uvas", en referencia al nombre común de las especies conocidas  y tal vez también en alusión a los osos que se alimentan de los frutos de uva.
hooveri: epíteto otorgado en honor del botánico Robert Francis Hoover. 